# Скоб, Эдит
Эдит Скоб (фр. Édith Scob), полное имя Эдит Елена Владимировна Скобельцына (фр. Edith Helena Vladimirovna Scobeltzine; 21 октября 1937, Париж — 26 июня 2019, там же) — французская актриса театра и кино.

## Биография
Внучка русского генерала Добровольческой армии Владимира Скобельцына и реформистского пастора Анри Ника; сестра велосипедиста Мишеля Скоба. В 1976 году, вместе с мужем — композитором Жоржем Апергисом, создала в городке Баньоле под Парижем экспериментальную Мастерскую театра и музыки (ATEM). Активно снималась на телевидении.

## Работы в кино
Её открыл кинорежиссёр Жорж Франжю («Головой об стену» (1958)  и «Глаза без лица»  (1959). Впоследствии актрису приглашали в свои фильмы Луис Бунюэль, Андре Кайат, Жак Риветт, Ив Буассе, Жюльен Дювивье, Анджей Жулавский, Рауль Руис, Жан-Поль Раппно, Педру Кошта, Патрис Леконт, Лео Каракс, Оливье Ассаяс, Пьер Ришар, Кристоф Ган, Габриэль Агийон и другие известные кинорежиссёры.

## Избранная фильмография
- 1957 — Человек в непромокаемом плаще /  фр. L'Homme à l'imperméable
- 1958 — Головой об стену / La Tête contre les murs — поющая сумасшедшая
- 1960 — Глаза без лица / Les Yeux sans visage — Кристиана Женесье
- 1961 — Убийца из телефонного справочника / L'assassin est dans l'annuaire — Дженни
- 1962 — Жаркий суд / La Chambre ardente — Maрия Д'Эбре Буиссан
- 1962 — Лодка Эмиля / Le Bateau d'Émile — Клод Ларментье
- 1965 — Самозванец Тома / Thomas l'imposteur — санитарка
- 1966 — Жанна д'Арк на костре / Jeanne au bûcher — Жанна д’Арк
- 1969 — Млечный путь / La Voie lactée — дева Мария
- 1972 — Старая дева / La Vieille Fille — Эдит
- 1976 — Акробат / L'Acrobate — Валентина
- 1977 — Каждому свой ад / À chacun son enfer — сумасшедшая
- 1982 — Тысяча миллиардов долларов / Mille milliards de dollars — мадам Бронски
- 1983 — Убийственное лето / L'été meurtrier — доктор
- 1989 — Радио Ворон / Radio Corbeau — мадам Мишель
- 1991 — Мечтать не вредно / On peut toujours rêver — Соланж де Булесве
- 1991 — Любовники с Нового моста / Les Amants du Pont-Neuf — мадам в машине
- 1993 — Психи на воле / La Cavale des fous — мадам Тюссо
- 1995 —  Мир внизу / Casa de Lava
- 1999 — Обретённое время / Le Temps retrouvé - герцогиня Германтская
- 1999 — Верность / La Fidelite — Диана
- 2001 — Сильные души / Les Âmes fortes
- 2001 — Братство волка / Le Pacte des loups — мадам де Моранже
- 2001 — Видок / Vidocq — Сильвия
- 2002 — Бригада по-французски / La Mentale — Мирей
- 2003 — Бон вояж! / Bon Voyage — мадам Арбесо
- 2003 — Тот день / Ce jour-là — Леона
- 2007 — Кадровый вопрос / La Question humaine — Люси Жюст
- 2008 — Летнее время / L'heure d'été — Елена
- 2008 — Я тебя съем / Je te mangerais — мадемуазель Лаина
- 2012 — Корпорация «Святые моторы» / Holy Motors (номинация на «премию Сезар» за лучшее исполнение роли второго плана)[5] — Селина
- 2013 — Например, Электра / Par exemple, Électre
- 2016 — Будущее  / L'Avenir — Иветта Лавастре
- 2019 — Поменяться местами  / Mon inconnue — бабушка Габриэлла

## Работы в театре
В театре работала с Антуаном Витезом, Клодом Режи, Люком Бонди и др., играла в пьесах Шекспира, Мольера, Ибсена, Чехова, Беккета, Ануя, Томаса Бернхарда. Выступала как режиссёр (поэма-сказка «Молодец» Марины Цветаевой на Авиньонском фестивале, 1993, и др.).